# Matti Oivanen
Matti Oivanen (Huittinen, 26 maggio 1986) è un ex pallavolista finlandese, di ruolo centrale.

## Biografia
Anche suo fratello gemello Mikko è un pallavolista.

## Carriera

### Club
La carriera di Matti Oivanen inizia nella stagione 2001-02 nel Kiikoisten Kirma, in Lentopallon 2-sarja; nell'annata successiva è al Kuortaneen in Lentopallon 1-sarja: nella stagione 2003-04 ottiene la doppia licenza, continuando a giocare nel Kuortaneen ed esordendo in Lentopallon SM-liiga con il Vammalan. Per il campionato 2004-05 si accasa al Raision Loimu, con cui si aggiudica la Coppa nazionale, per poi concludere l'annata alla squadra russa del Fakel, in Superliga: tuttavia per il campionato successivo torna al Raision Loimu. Nella stagione 2006-07 veste la maglia del Pielaveden Sampo, sempre nella massima divisione finlandese, conquistando due Coppe di Finlandia.
Nell'annata 2008-09 si trasferisce in Francia al Beauvais, in Pro A, mentre in quella successiva firma per il Piacenza nella Serie A1 italiana, con cui vince la Supercoppa: resta nella stessa divisione anche per l'annata 2010-11 difendendo i colori del Forlì. Per il campionato 2011-12 ritorna nella Superliga russa, questa volta al Gubernija.
Dopo aver disputato nel mese di ottobre il campionato mondiale per club 2012 con l'Al-Arabi, nella stagione 2012-13 rientra in patria, all'Hurrikaani-Loimaa; nell'annata 2013-14 è acquistato dall'AZS Olsztyn, nella Polska Liga Siatkówki polacca, mentre in quella successiva ritorna nuovamente in Lentopallon Mestaruusliiga sempre all'Hurrikaani-Loimaa, dove resta per cinque stagione: al termine del campionato 2018-19 annuncia il suo ritiro dall'attività agonistica.

### Nazionale
Nel 2005 ottiene le prime convocazioni nella nazionale finlandese, anno in cui conquista la medaglia d'argento all'European League. Le ultime convocazioni risalgono invece al 2016 in occasione del torneo di qualificazione europeo ai Giochi della XXXI Olimpiade: ha vestito la maglia della nazionale finlandese per 242 volte.

## Palmarès

### Club
- Coppa di Finlandia: 3

2004-05, 2006-07, 2007-08
- Supercoppa italiana: 1

2009

### Nazionale (competizioni minori)
- European League 2005